# Močići
Močići – wieś w Chorwacji, w żupanii dubrownicko-neretwiańskiej, w gminie Konavle. W 2011 roku liczyła 447 mieszkańców.